# Afrique du Sud aux Jeux olympiques d'été de 1924
L'Union d'Afrique du Sud participe aux Jeux olympiques de 1924 organisés à Paris, en France. La délégation sud-africaine remporte 3 médailles (1 en or, 1 en argent et 1 en bronze), se situant à la 18e place au rang des nations.

## Liste des médaillés sud-africains
| Médaille           | Athlète        | Sport      | Épreuve               |
| ------------------ | -------------- | ---------- | --------------------- |
| Médaille d'or      | William Smith  | Boxe       | Poids coqs (-53,5 kg) |
| Médaille d'argent  | Sid Atkinson   | Athlétisme | 110 m haies           |
| Médaille de bronze | Cecil McMaster | Athlétisme | 10 km marche          |